# Oppidum de Châteaumeillant
Pour les articles homonymes, voir Châteaumeillant et Mediolanum.
L'oppidum de Châteaumeillant, site archéologique de Mediolanum Biturigum est localisé au sein de la ville de Châteaumeillant, dans le département du Cher, en région Centre-Val de Loire. Cette ville protohistorique est fondée au cours du IIIe siècle av. J.-C. (vers 250 av. J.-C.),. La cité antique appartient à la civitas de la tribu gauloise des Bituriges Cubes,,.

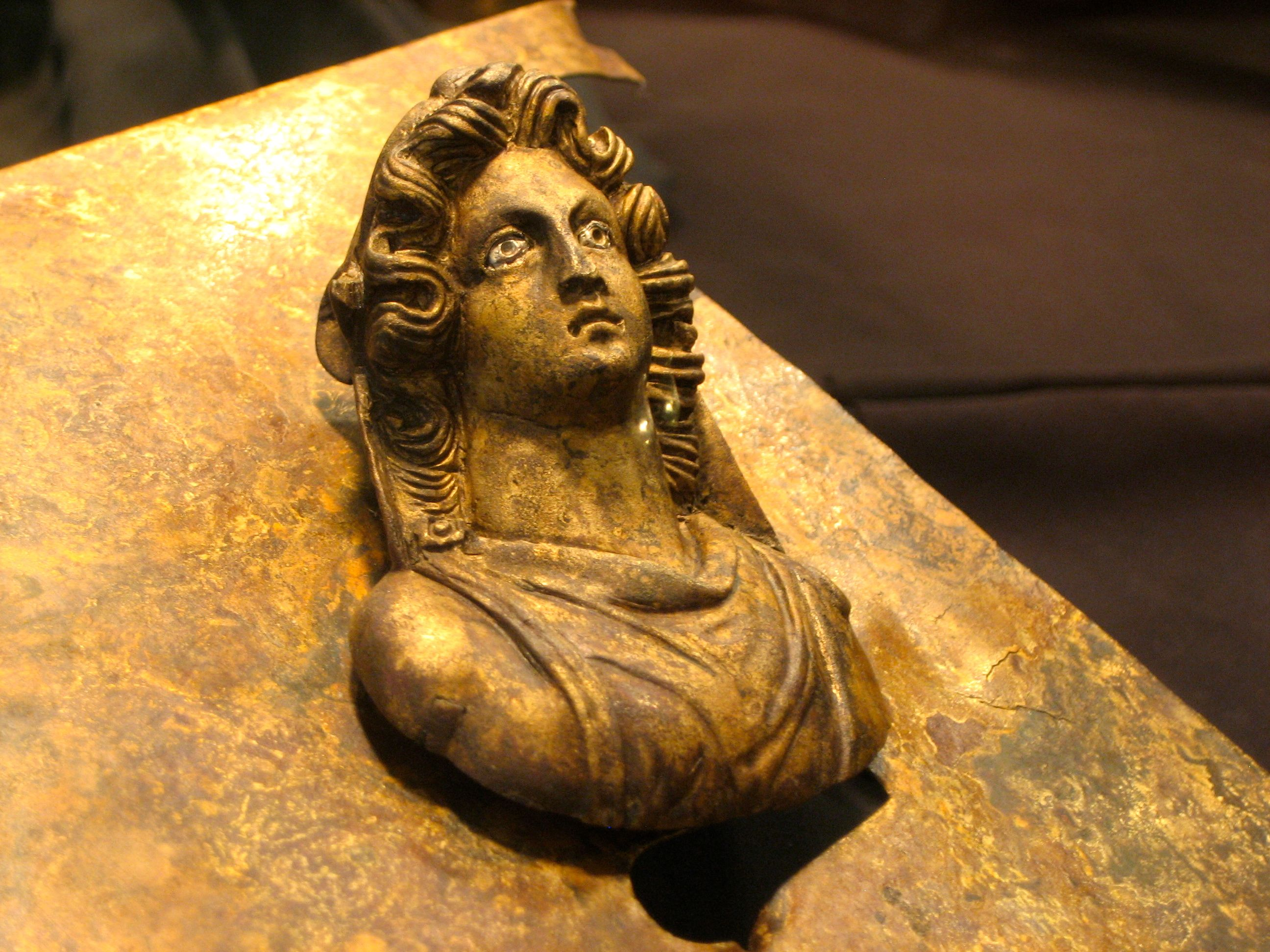
Élément de décoration (buste) retrouvé dans les vestiges d'un puits gallo-romain à Châteaumeillant.

Au milieu du IIe siècle av. J.-C. cité antique subit un important incendie. Plusieurs indices matériels, sous la forme d'éléments architecturaux et d'artéfacts de fabrication artisanale, confirment que l'occupation du site se développe et s'accroît postérieurement à cet événement.
Mediolanum Biturigum connaît son apogée entre le milieu du IIe  et le début du  Ier siècle av. J.-C. Au cours de cette période, à La Tène « finale » (« C2 » - « D1 »), une voie commerciale, reliant l'Oppidum de Lemonum (l'actuelle ville de Poitiers), à celle de Lugdunum (autrement dit, l'antique Lyon), dessert alors l'antique cité berrichonne,. À cette même époque, de nombreux hiérarques gaulois, pour la plupart de riches commerçants en produits vinicoles de provenance italienne, se sont implantés à Mediolanum/Châteaumeillant. Une grande quantité d'amphores gréco-italiques, mise en évidence au cours des multiples programmes d'explorations préventives réalisées tout au long du XXe  et du début du  XIXe siècle, témoigne de l'orientation économique de la ville antique Biturige,. Située au cœur de la Gaule laténienne, l'oppidum berrichon apparaît alors comme une « plaque tournante » du secteur vinicole.
Quoique dans une moindre mesure, et comme le suggèrent certaines constructions exhumées lors d'investigations archéologiques, l'utilisation de l'oppidum se perpétue à l'époque romaine.
Les structures protohistoriques du site révèlent une imposante muraille, sous la forme d'un murus gallicus. Cette fortification vient ceindre les habitations domestiques. En outre, dans les marges de l'agglomération gauloise, plusieurs fosses ont été mises en évidence. La présence de ces « puits » tend à suggérer l'emplacement d'une nécropole,.

## Localisation et toponymie

### Contexte géographique
Oppidum de 25 ha, peu élevé, de forme quadrangulaire et bordé de deux rivières parallèles.

### Toponyme
Pour les linguistes, le toponyme Mediolanum, est un terme récursif qui fait traditionnellement référence aux éléments géographiques de « plaine médiane », ou « milieu de la plaine », ou encore, « plaine du milieu ». Toutefois, certains spécialistes, comme le philologiste Georges Dottin (1863-1928), ont mis en évidence que le suffixe de déclinaison latine "-lanum" de Mediolanum serait étroitement associé au mot breton « lan », se traduisant par les termes « église », « sanctuaire », ou encore « terre consacrée ». Le nom de Mediolanum peut aussi être étroitement associé à la présence d'un complexe protohistorique à caractère cultuel et dont l'implantation est antérieure à l'assise de la cité. Sous cet angle, le suffixe "-lanum" se rapporte alors à un lieu de « clairière » ou d'« enclos sacré ».
Globalement, Mediolanum, mot de consonance latine et de racine celtique. se révèle au sein d'une aire géographique clairement délimitée. Il s'agit de l'ensemble des territoires celtiques (à l'exception de l'Ibérie), et de koinè (ou culture) celte, soit une zone qui englobe la Gaule Chevelue, la Belgique, l'Armorique, la Bretagne insulaire, la Cisalpine et la Transalpine. Par ailleurs, l'adjonction du terme Mediolanum à certains complexes urbains celtes, correspond à une période allant de la fin l'époque hallstattienne « D » / début de celle La Tène « A » (Ve siècle av. J.-C.), jusqu'à la fin du Ier siècle av. J.-C..
Outre le cadre strictement topographique, trois autres facteurs apparaissent déterminer le choix de dénomination de certaines villes protohistoriques ou antique sous le toponyme Mediolanum : il s'agit des contextes géologique, pédologique et hydrographique. Ainsi, de nombreuses cités dont le nom est Mediolanum ou un dérivé de ce terme, sont fréquemment signalées dans les bassins hydrographiques du Rhône, de la Loire, et de la Seine.
Par le biais de la carte de Peutinger, il est actuellement possible de distinguer une importante quantité d'oppida gauloises dont l'appellation se rapporte à Mediolanum : c'est notamment le cas de cités telles que Mediolanum Santonum (l'actuelle Saintes) appartenant à la civitas des Santones, Mediolanum Aulercorum (pour la ville d'Évreux), ou encore de l'Oppidum de Montmélian (civitates des Parisii.
Le nom de l'oppidum de Châteaumeillant apparaît quant à lui sous la forme de Mediolanum Biturigum,.
À l'instar des autres cités recensées en Gaule et baptisées du nom de Mediolanum, l'oppidum de Châteaumeillant se révèle être une agglomération d'importance dès l'époque gallo-romaine, sous la forme d'un vicus. Ultérieurement, ce statut de métropole semble se perpétuer au cours du Haut Moyen Âge (à l'époque mérovingienne) : la ville berrichonne se présente alors tel un castrum.

## Découvertes et fouilles

### Découvertes
Présence de deux remparts, dont le plus ancien est un murus gallicus.